# 인디펜던스 데이: 리써전스
《인디펜던스 데이: 리써전스》(영어: Independence Day: Resurgence)는 2016년 공개된 미국의 SF 재난 영화로, 1996년 영화 《인디펜던스 데이》의 속편이다. 전편의 롤란트 에머리히가 이어서 연출하며 딘 데블린 또한 각본 작업에 참여했다. 제프 골드블룸, 빌 풀먼 등 전작의 배우들도 그대로 출연한다.

## 출연
- 리엄 헴스워스 - 제이크 모리슨 역
- 제프 골드블럼 - 데이비드 레빈슨 역
- 빌 풀먼 - 토머스 J. 휫모어 역
- 마이카 먼로 - 퍼트리샤 휫모어 역
- 트래비스 토프 - 찰리 밀러 역
- 윌리엄 피크너 - 조슈아 애덤스 역
- 샤를로트 갱스부르 - 캐서린 마르소 역
- 저드 허시 - 줄리어스 레빈슨 역
- 제시 어셔 - 딜런 더브로힐러 역
- 브렌트 스피너 - 브래키시 오쿤 역
- 비비카 A. 폭스 - 재스민 더브로힐러 역
- 안젤라베이비 - 레인 라오 역
- 셀라 워드 - 엘리자베스 랜퍼드 역
- 니컬러스 라이트 - 플로이드 로즌버그 역
- 데오비아 오파레이 - 디켐베 움부투 역
- 겐가 아킨너베 - 트래비스 역
- 존 스토리 - 아이작스 역
- 로버트 로자 - 그레이 역
- 로버트 니어리 - 매퀘이드 역
- 제임스 A. 우즈 - 리터 역
- 친 한 - 장 역
- 패트릭 세인트 에스피릿 - 태너 역
- 게릿 웨어링 - 보비 역
- 조이 킹 - 샘 역
- 헤이스 웰퍼드 - 펠릭스 역
- 매케나 그레이스 - 데이지 역
- 제나 퍼디 - 스피어 목소리 역